# Last Bullet – Showdown der Auftragskiller
Last Bullet – Showdown der Auftragskiller (Originaltitel: One in the Chamber) ist ein US-amerikanischer Actionfilm des Regisseurs William Kaufman aus dem Jahr 2012 mit Dolph Lundgren und Cuba Gooding Jr. in den Hauptrollen.

## Handlung
Ray Carver lebt als Auftragskiller in Prag. Dabei werden ihm Jobs von seinem Freund Leo vermittelt. So auch diesmal: Ray wird beauftragt, einen Gangsterboss und seine Gefolgschaft auszulöschen. Der Auftrag geht jedoch nicht ganz glatt und die verbliebenen Mitglieder sind auf Rache aus gegen die rivalisierende Gruppierung der Suverovs, die Ray auch beauftragt hat.
Um die verbliebenen Mitglieder auszulöschen, engagieren die Suverovs den „Wolff“ Aleksey Andreev, der stets durch seinen Hang zu Hawaiihemden, amerikanischen Autos der 1970er Jahre und seinen kleinen schwarzen Hund auffällt. Er beginnt den anderen Clan aufzumischen und tötet einige deren Mitglieder. Diese haben jedoch Ray beauftragen lassen, die Suverovs zu eliminieren.
Doch Ray ist nicht nur „beruflich“ in Prag. Auch eine private Angelegenheit hat ihn hierher geführt. Die Tochter eines Mordopfers, die mitverfolgen musste, wie Ray ihren Vater tötet, lebt in Prag. Zwischen den beiden entwickelt sich eine Beziehung, die allerdings zerfällt, als sie herausfindet, dass Ray ihren Vater ermordet hat.
Zwischen Ray und Aleksey kommt es derweil zum Zusammenstoß, wo Ray die Chance hat Aleksey zu töten, es aber nicht tut. Die Suverovs haben mittlerweile Leo gefangen und er verrät Ray. So wird seine Wohnung gestürmt, wo sie ein Album mit Fotos von Janice finden. Diese entführen die Suverovs und locken so Ray zu sich. Ray schafft es jedoch nicht alle auszuschalten und Aleksey rettet ihm das Leben. Ray setzt Janice in ein Taxi, damit sie Prag verlässt.

## Hintergrund
Das Produktionsbudget betrug etwa 6 Millionen US-Dollar. Der Film wurde direkt auf DVD und Blu-Ray veröffentlicht. Nur in Südkorea und Südafrika wurde er in den Kinos gezeigt.

## Kritik
„Eine zarte Liebesgeschichte darf nicht fehlen in einem handfesten Actioner für harte Männer, in dem einzig Haudegen Dolph Lundgren gegen die allgemeine Einfallslosigkeit anspielt.“

„Cuba Gooding jr. und Dolph Lundgren beharken sich als gegnerische Auftragskiller in einem wild wuchernden Gangsterkrieg vor Prager Kulissen. Besonders der exaltiert aufspielende Lundgren macht Spaß. Gooding dagegen vermittelt wie so häufig den Eindruck, nicht ganz glücklich mit der Entwicklung seiner Karriere zu sein. Ist aber auch möglich, dass der Oscarpreisträger seine Rolle eher melancholisch anlegt. Feurige Actionunterhaltung auf gediegenem handwerklichen Level.“

„Lundgren mit Hawaiihemd, Hut und Hündchen ist ein Kracher in diesem banalen Billigheimer. Fazit: Rustikale B-Ware ohne viel Erinnerungswert“